# Regulus ignicapilla
Il fiorrancino (Regulus ignicapilla (Temminck, 1820)) è un uccello passeriforme della famiglia dei Regulidi.

## Etimologia
L'epiteto specifico, ignicapilla, deriva dall'unione delle parole latine ignis ("fuoco") e capillus ("capelli"), col significato di "dai capelli rossi", in riferimento alla livrea di questi uccelli: il loro nome comune è anch'esso un riferimento alla livrea, rappresentando una macedonia delle parole fiore e arancino.

## Descrizione

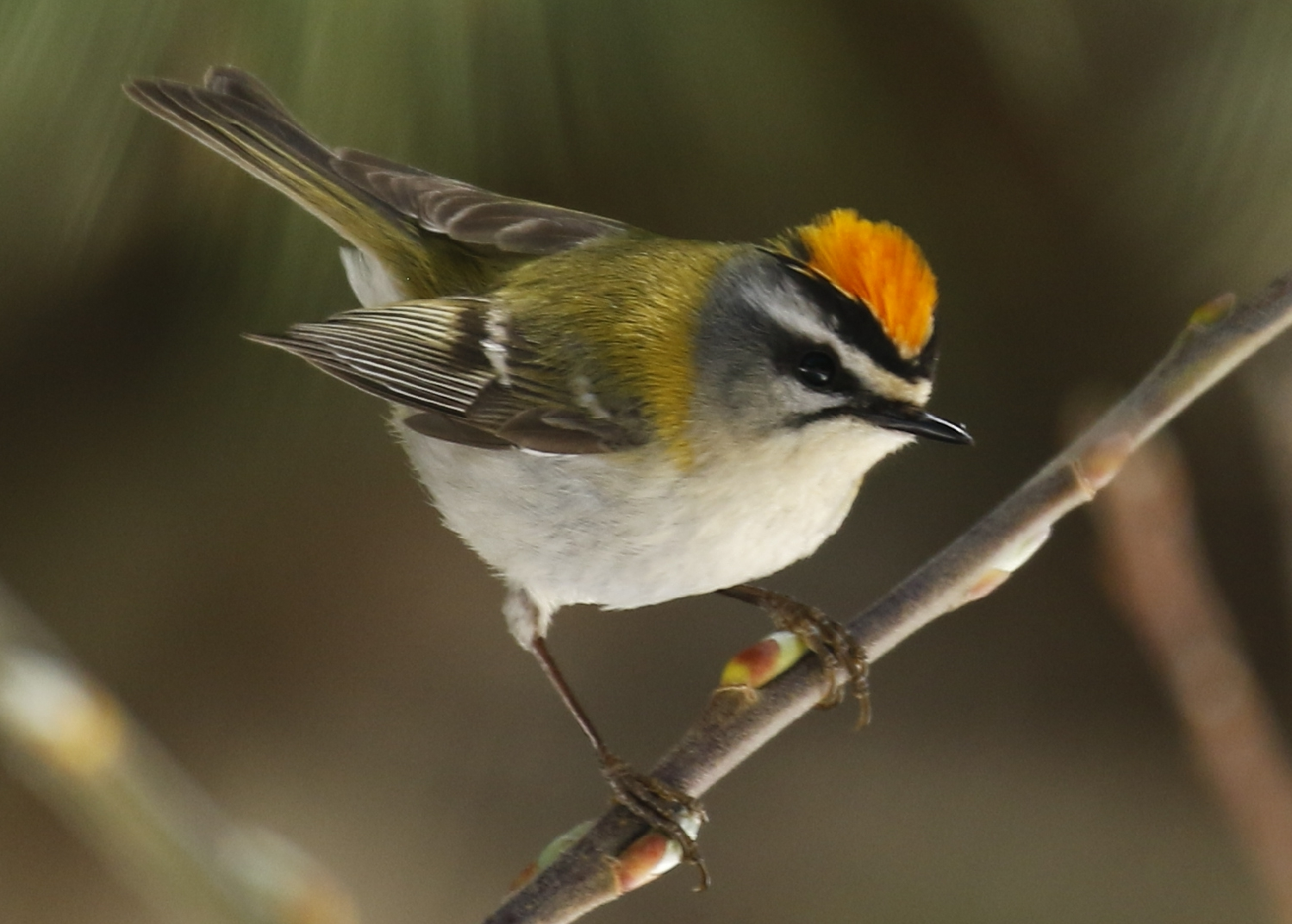
Maschio in Bulgaria.

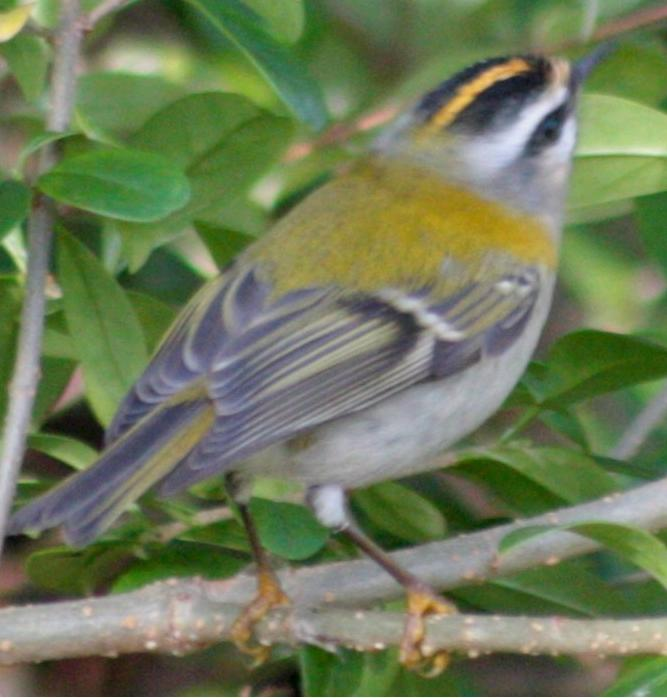
Femmina in natura.

### Dimensioni
Misura 9 cm di lunghezza (di cui la metà spetta alla coda), per 5-7 g di peso e un'apertura alare di 11 cm: il becco misura 1 cm di lunghezza, il tarso 1,8 cm. Tali misure lo rendono (assieme all'affine regolo) il più piccolo uccello italiano.

### Aspetto
Si tratta di uccelli dall'aspetto massiccio e paffuto, muniti di grande testa arrotondata e incassata nel torso, becco corto e sottile, zampe robuste e coda dalla punta forcuta.
Il piumaggio si presenta di colore verde oliva su dorso, codione e ali (queste ultime con copritrici e remiganti nerastre, le prime orlate di grigio-biancastro), testa e ventre di color grigio cenere, petto e fianchi grigio-biancastri (con petto più chiaro, soprattutto nei maschi), mentre gola e scapole presentano sfumature aranciate. Sulla faccia è presente una banda nera che forma una mascherina fra i lati del becco e l'orecchio, sormontata da un sopracciglio bianco, così come bianca è la guancia: la coda è anch'essa nera, così come nera è una banda che partendo dalla fronte raggiunge la tempia, circondando il vertice, che è di un inconfondibile colore arancio.

Il dimorfismo sessuale è presente ma non evidentissimo, con le femmine munite di mascherina facciale e di banda arancio cefalica meno estese. In ambedue i sessi, gli occhi sono di colore bruno scuro, il becco è di colore nero e le zampe sono di colore arancio-nerastro.

## Biologia

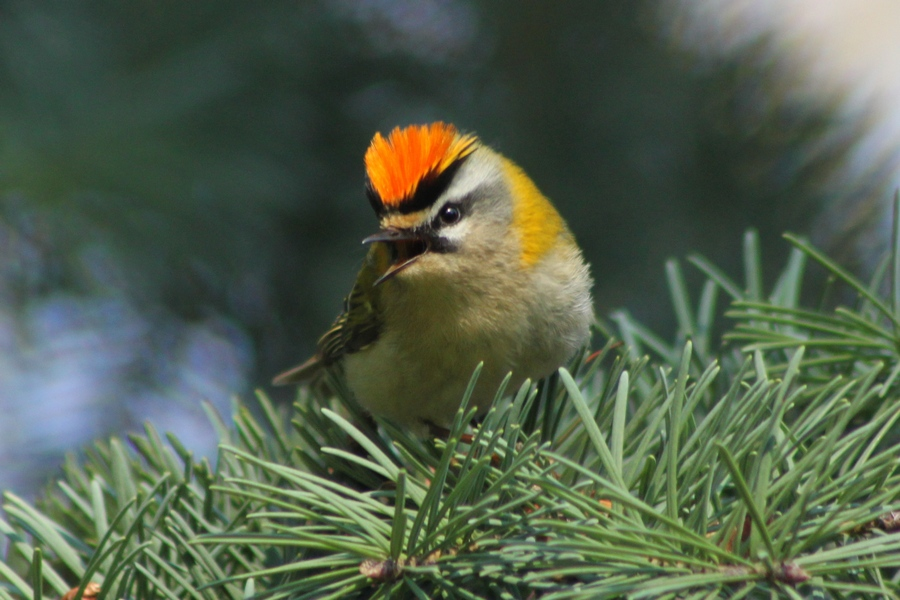
Maschio canta in natura.

Il fiorrancino è un uccelletto diurno e dal metabolismo velocissimo, che lo rende un animale estremamente attivo e alla perenne ricerca di cibo, sondando le fessure della corteccia col becco sottile per snidare le prede. Ciononostante, non è molto semplice osservarlo, sebbene non sia eccessivamente timido e si avvicini senza grossi problemi all'uomo, mentre è facile udirne il richiamo, forte, più monotono e meno persistente di quello del regolo, consistente in un'unica nota ripetuta in crescendo.

Questi uccelli, durante l'inverno, si riuniscono in stormi misti assieme a varie specie di paridi e silvidi

### Alimentazione

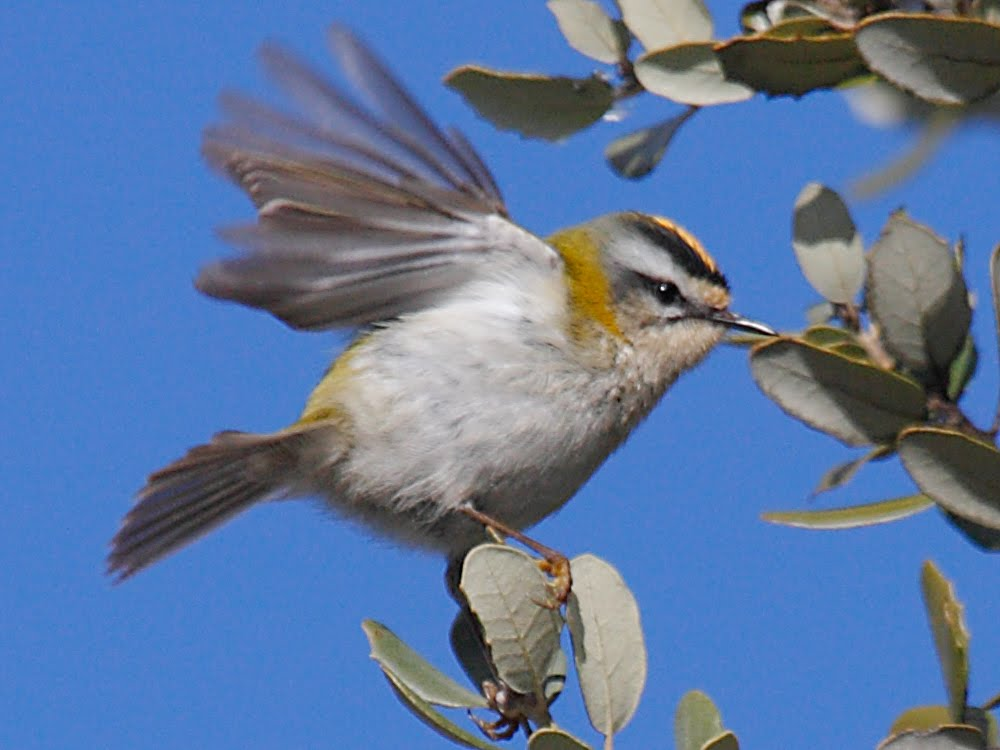
Esemplare in cerca di cibo.

Si tratta di uccelli quasi esclusivamente insettivori, che si nutrono soprattutto di piccoli artropodi dall'esoscheletro non eccessivamente rigido, come collemboli, afidi e ragni (nella ragnatela dei quali essi sono stati talvolta trovati imprigionati, probabilmente mentre cercavano di piluccare le prede agonizzanti rimaste impigliate ), nonché di bruchi e larve. Le prede di maggiori dimensioni vengono stordite sbattendole più volte contro un ramo prima di essere consumate.

### Riproduzione
La stagione riproduttiva va da aprile ad agosto: si tratta di uccelli rigorosamente monogami, i cui maschi corteggiano le femmine cantando con le penne arancioni della testa erette, tenendo il becco diretto verso la potenziale partner per mostrarle il caratteristico pattern facciale fino a quando essa non manifesta le sue intenzioni allontanandosi o accovacciandosi per permettergli di accoppiarsi con essa. Durante il periodo degli amori, i maschi divengono territoriali, difendendo aree di circa mezzo ettaro da intrusi conspecifici e talvolta anche da maschi di specie affine, come i regoli.

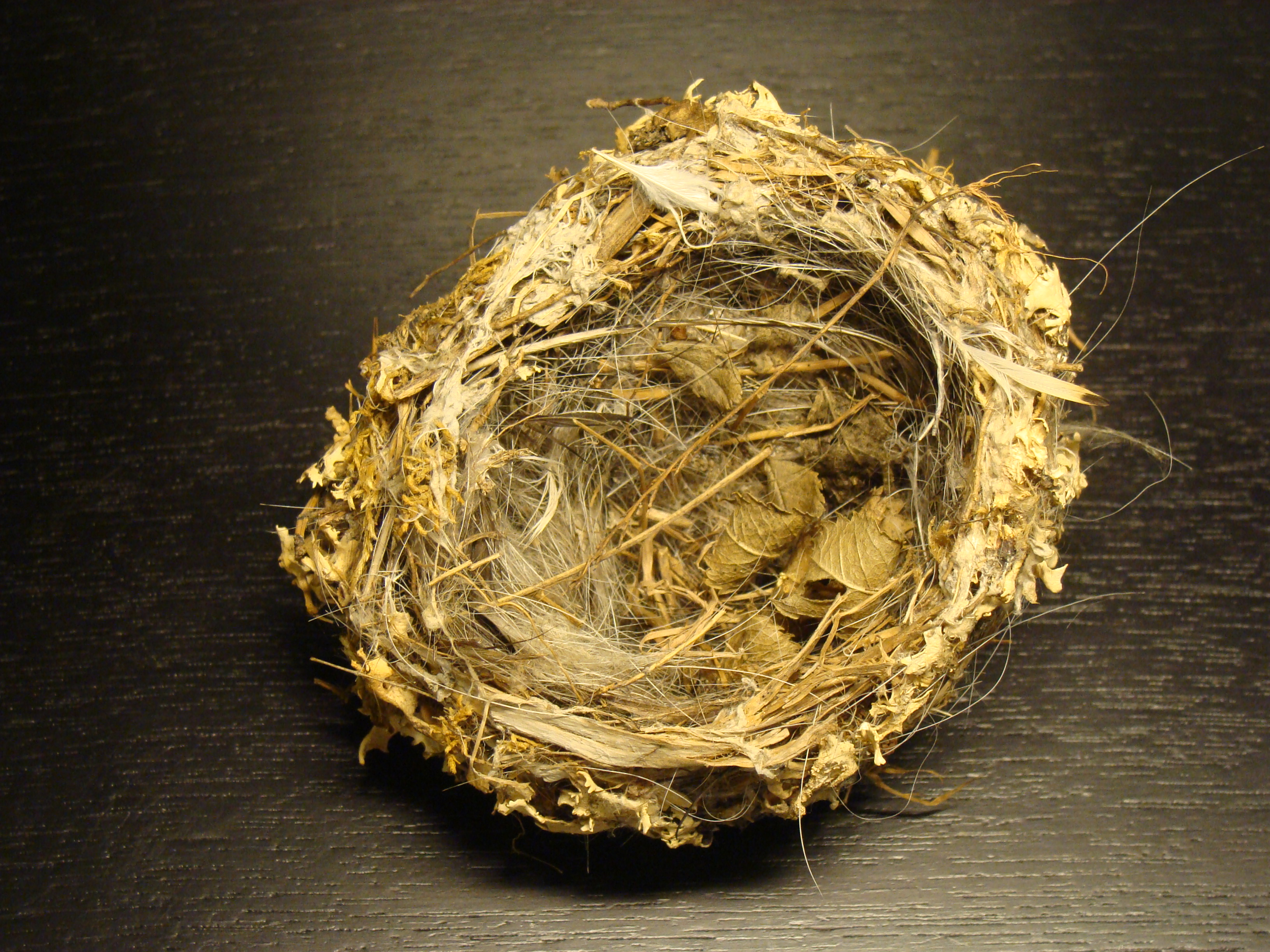
Nido in museo a Barcellona.

Il nido è a forma di coppa, presenta margini molto alti e viene costruito dalla sola femmina con ragnatele, muschio e licheni, foderandone l'interno con piumino e pelame: esso viene ubicato sulla punta di un ramo di conifera fra i 2,5 e i 20 m d'altezza, possibilmente nei pressi di un nido di astore in modo tale da tenere lontani eventuali predatori o ladri di uova. Un nido misura in media 8 cm di diametro, 5-7 di altezza e 2 cm di spessore.

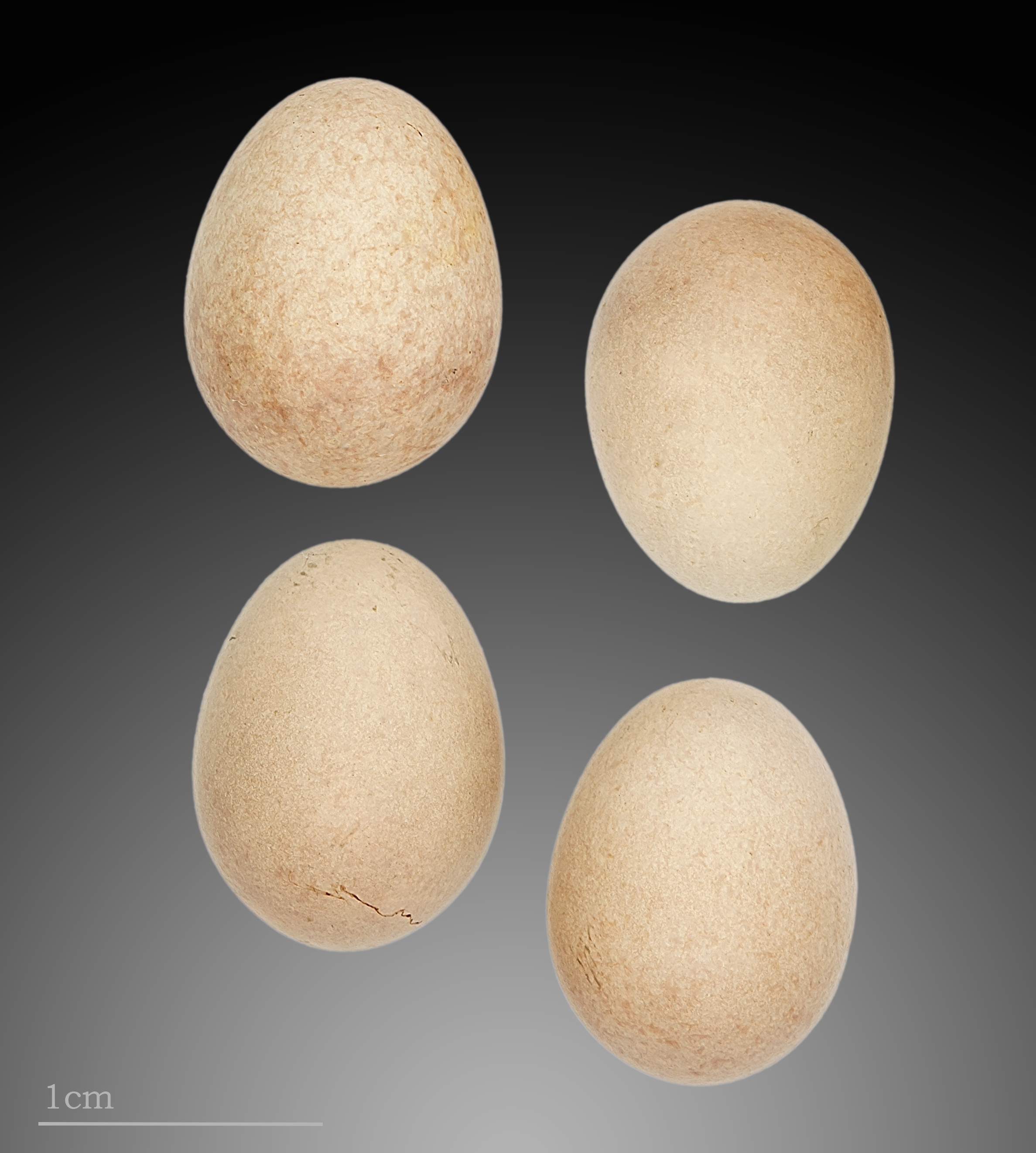
Uova al Museo di storia naturale di Tolosa.

All'interno del nido, la femmina depone 7-12 uova di colore rosato con lieve pezzatura rossiccia sul polo ottuso, di circa 14 × 11 mm per 0,7 g di peso, il 5% dei quali è rappresentato dal guscio.
Le uova vengono covate dalla sola femmina per 14-16 giorni, al termine delle quali schiudono pulli ciechi ed implumi: per il primo periodo di vita essi vengono nutriti dalla sola femmina, la quale utilizza quasi esclusivamente collemboli per i primi cinque giorni di vita, ed in seguito anche afidi e piccoli gusci di chiocciola per integrare l'apporto di calcio. A 8-10 giorni di vita i nidiacei s'involano, pur continuando a venire imbeccati da ambedue i genitori (anche il maschio partecipa alle cure parentali quando i piccoli escono dal nido) ancora per qualche giorno, anche con cibi generalmente evitati dagli esemplari adulti (falene, bruchi, opilionidi, forbicine e millepiedi).
La maturità sessuale viene raggiunta attorno all'anno di vita: l'aspettativa di vita del fiorrancino in natura è di due anni.

## Distribuzione e habitat

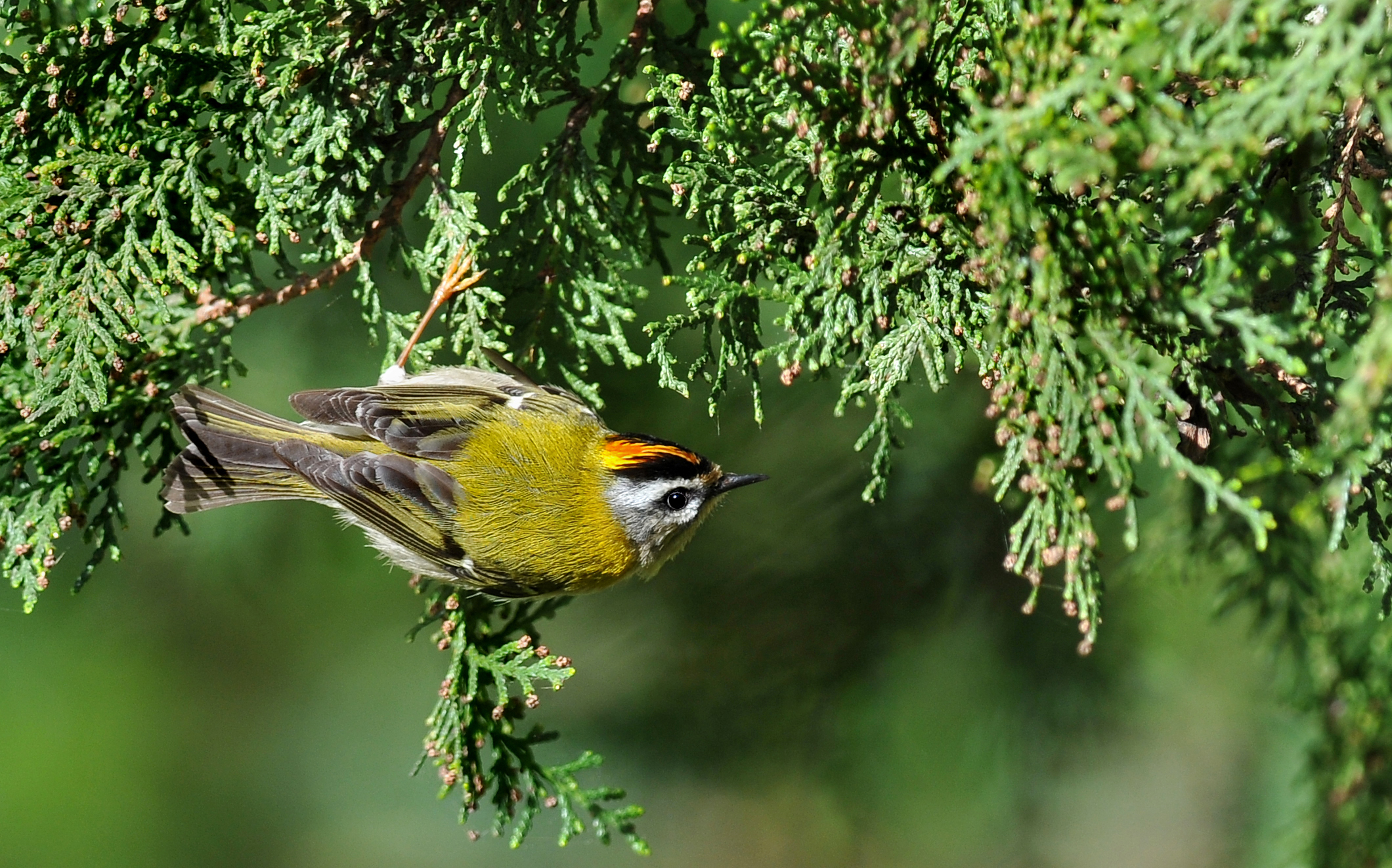
Femmina a Caldas da Rainha.

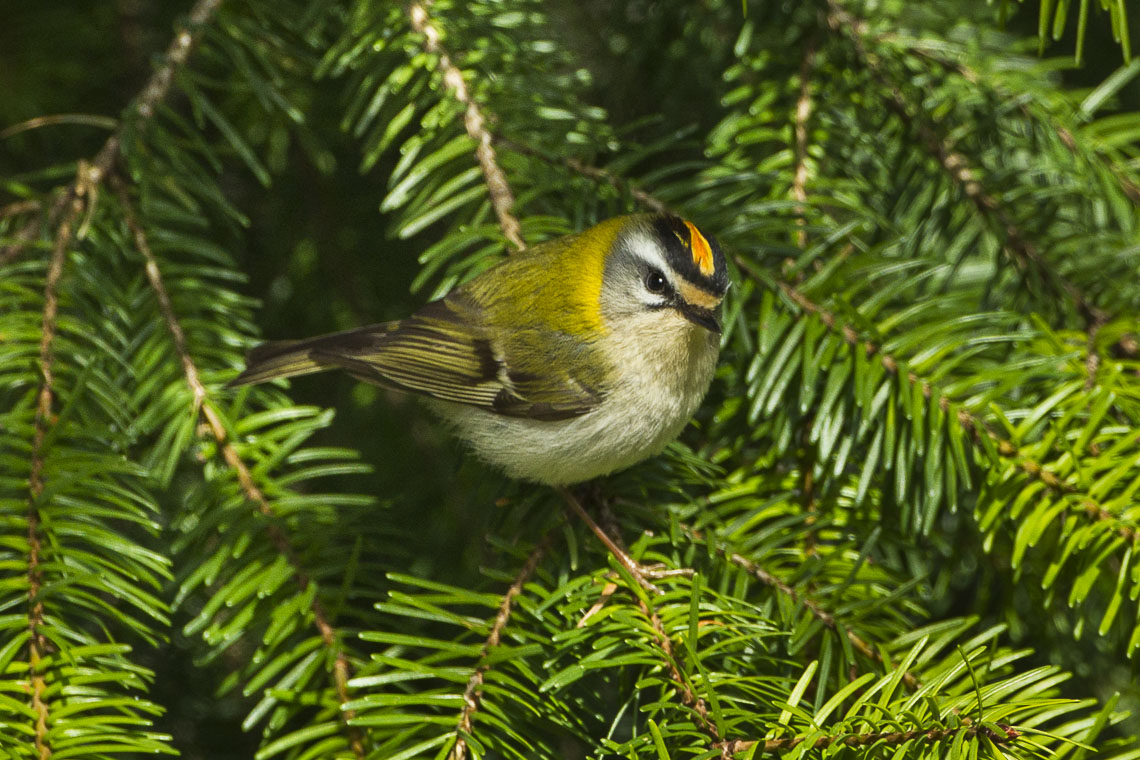
Esemplare sugli Appennini.

Il fiorrancino è diffuso in quasi tutta Europa, oltre che in Maghreb e penisola anatolica, spingendosi ad est fino all'Abcasia e risultando residente nel nord della penisola iberica, alle Baleari, in gran parte della Francia (compresa la Corsica), in Belgio, Svizzera, Grecia, Germania occidentale, Paesi Bassi ed Inghilterra meridionali, Crimea e sulle maggiori catene montuose (arco alpino, Appennini, Alpi Dinariche, Carpazi, monti dell'Atlante e monti del Ponto): durante l'estate, i fiorrancini migrano in direttrice nord-est per riprodursi nelle pianure dell'Est Europa, raggiungendo le sponde sud-orientali del mar Baltico, la Bielorussia e l'Ucraina occidentale, mentre durante l'inverno alcune popolazioni montane scendono più a valle, svernando in Galles, Cornovaglia, Normandia, penisola iberica centrale e meridionale, Pianura Padana, Romania e penisola anatolica. Esemplari in dispersione sono stati registrati in Fennoscandia, Estonia, Cipro, Egitto ed in Libano, ma si tratta di casi isolati. In generale, si può dire che l'areale di residenza del fiorrancino sia compreso fra le isoterme dei 16 e dei 24 °C (valori in luglio).

In Italia, il fiorrancino è residente lungo l'arco alpino ed in tutto il territorio peninsulare, oltre che in Sardegna, mentre in Sicilia, Puglia, Calabria e Pianura Padana questi uccelli sono presenti solo come visitatori invernali. Nell'arcipelago toscano nidifica sicuramente all'Elba e probabilmente a Capraia, Giglio e Gorgona, e sverna a Giannutri e Pianosa.
Il fiorrancino ha esteso il suo areale nel corso dell'ultimo secolo, venendo osservato e divenendo in seguito residente e riproduttore prima in Regno Unito (seconda metà dell'800) Francia settentrionale, Paesi Bassi (1928) e Danimarca (1961).

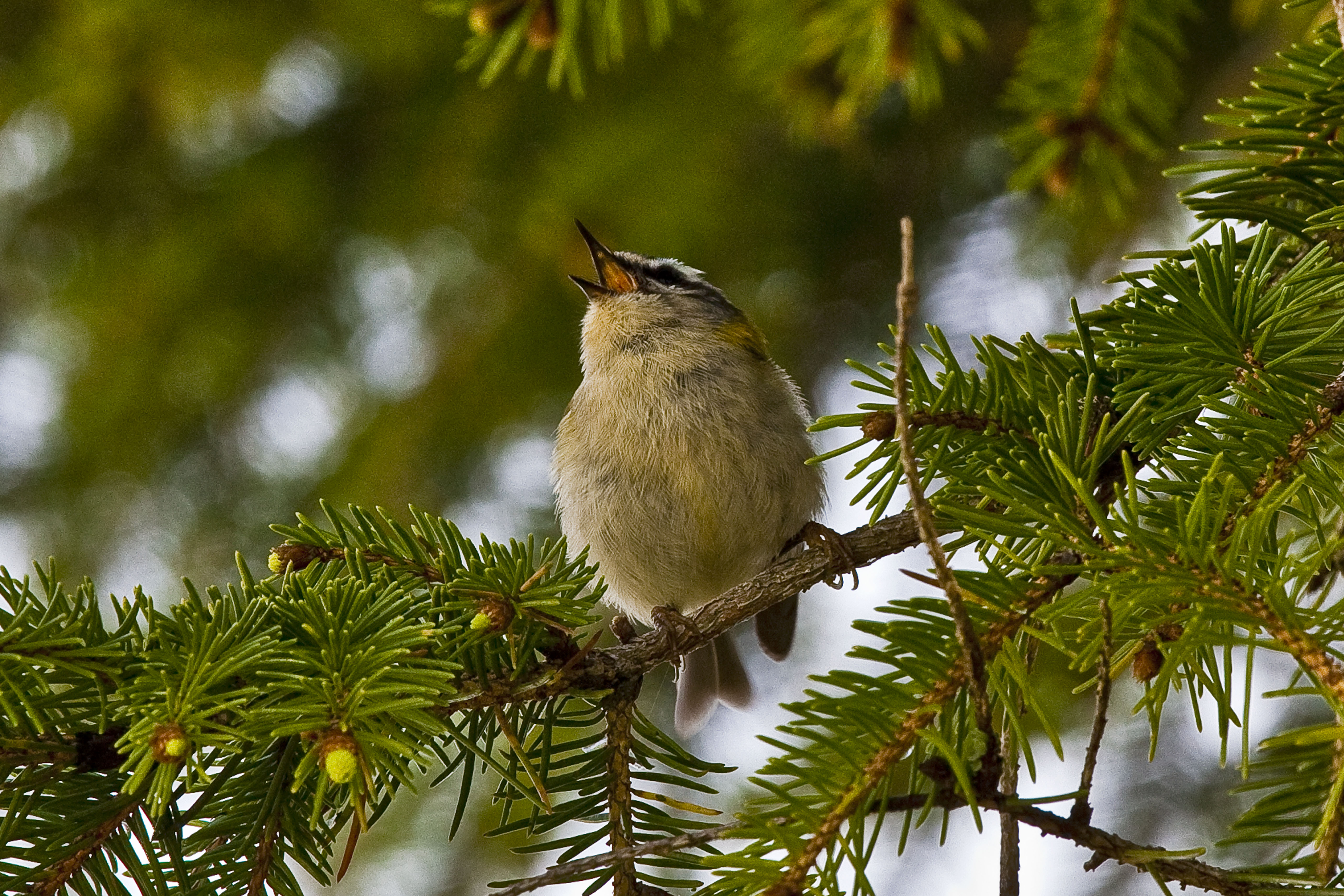
Esemplare canta in Galizia.

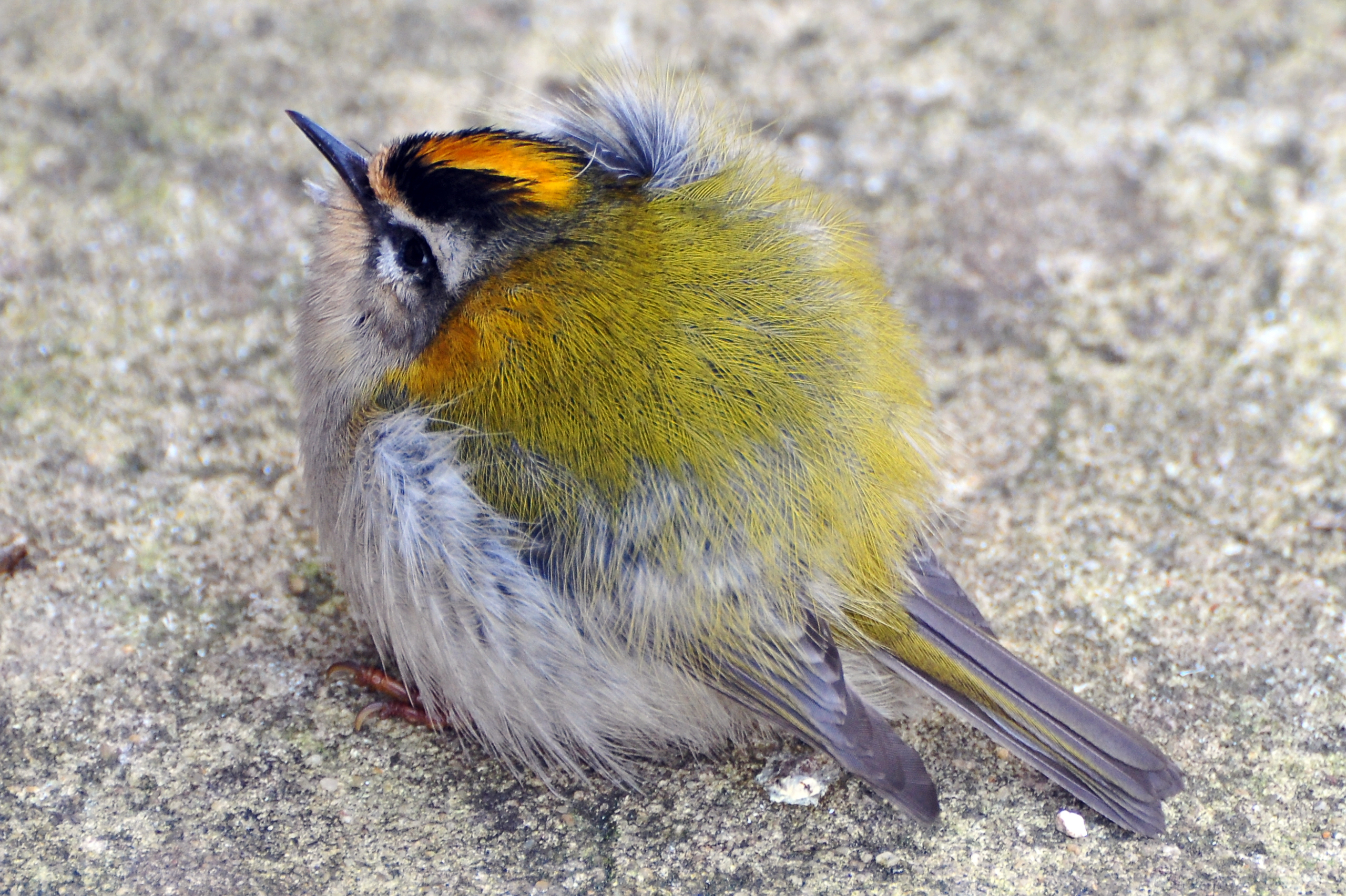
Esemplare al suolo nel West Sussex.

L'habitat ideale di questi uccelli è rappresentato dai boschi temperati misti di latifoglie (con preferenza per le aree a prevalenza di quercia da sughero e ontano, faggio o agrifoglio), con presenza di sottobosco a prevalenza di ginepro, edera e rosa canina: nelle aree di macchia mediterranea favorisce invece le pinete. In ambedue i casi, essi tendono a vivere nelle aree di collina sotto i 1300 m di quota, pur essendo osservabili fino a circa 2800 m di quota.

Il fiorrancino non è strettamente dipendente dalla presenza di boschi maturi, colonizzando senza problemi le aree giovani di foresta secondaria e i campi di taglio in ricrescita: inoltre, questi uccelli si dimostrano poco timorosi dell'uomo, spingendosi nelle aree urbanizzate a colonizzare parchi e giardini alberati.

## Tassonomia
Se ne riconoscono quattro sottospecie:
- Regulus ignicapilla ignicapilla (Temminck, 1820) - la sottospecie nominale, diffusa nella maggior parte dell'areale occupato dalla specie;
- Regulus ignicapilla caucasicus Stepanyan, 1998 - comprendente le popolazioni del Caucaso occidentale;
- Regulus ignicapilla tauricus Red'kin, 2001 - endemica della Crimea;
- Regulus ignicapilla balearicus von Jordans, 1923 - diffusa in Nordafrica e alle Baleari.

Alcuni autori riconoscerebbero anche una quinta sottospecie, R. i. laeneni del Nordafrica, generalmente considerata un sinonimo di R. i. balearicus.
Il fiorrancino di Madeira veniva in passato classificato come sottospecie del fiorrancino comune, mentre alcuni autori considererebbero la sottospecie teneriffae del regolo una sottospecie di fiorrancino.